# Kyrkoköpinge församling
Kyrkoköpinge församling var en församling i Lunds stift och i Trelleborgs kommun. Församlingen uppgick 2002 i Dalköpinge församling.

## Administrativ historik
Församlingen har medeltida ursprung. 
Församlingen var till 1 maj 1924 annexförsamling i pastoratet Gylle och Kyrkoköpinge. Från 1 maj 1924 till 1962 var den annexförsamling i pastoratet Hammarlöv och Västra Vemmerlöv, Kyrkoköpinge och Gylle. Från 1962 till 2002 var den annexförsamling i pastoratet Dalköpinge, Gislöv, Bösarp, Simlinge, Gylle och Kyrkoköpinge. Församlingen uppgick 2002 i Dalköpinge församling.

## Kyrkor
- Kyrkoköpinge kyrka